# 1996 Demo
1996 Demo er en demo af hård rockbandet Stone Sour, som blev indspillet i 1996 i Iowa ved SR Audio. Det var gruppens sidste indspilning inden de brød op i 1997 og blev først samlet igen i 2000. Nogle af numrene blev brugt til deres debutalbum Stone Sour.

## Numre
1. "Tumult"
2. "Superskin"
3. "Monolith"
4. "Faux Pax"
5. "Maybe When I Die Then I'll Meet Elvis"
6. "Take A Number"
7. "Bedanya"
8. "September"
9. "Inherited"
10. "Things Like Raisons"
11. "Mother's Ghost"

## Musikere
- Corey Taylor – Vokal
- Joel Ekman – Trommer
- Shawn Economaki – Bas
- Jim Root – Guitar